# الشبكة الدولية لأغذية الأطفال
الشبكة الدولية لأغذية الأطفال International Baby Food Action Network ، IBFAN ، هي شبكة من مجموعات المصالح العامة العاملة في جميع أنحاء العالم للحد من حدوث الامراض والوفيات لدى الرضع والأطفال الصغار. أهداف إيبفان لتحسين صحة ورفاه الأطفال الصغار والرضع وأمهاتهم وأسرهم من خلال حماية وتعزيز ودعم الرضاعة الطبيعية وممارسات تغذية الرضع المثلى. تعمل IBFAN على التنفيذ الشامل والكامل للمدونة الدولية لتسويق بدائل لبن الأم وقراراته.

## التكريم
في عام 1998 ، حصلت IBFAN على جائزة الحق في العيش RLA . كرّمت لجنة تحكيم جائزة الحق في العيش IBFAN "لحملتها الملتزمة والفعالة على مدار ما يقرب من عشرين عامًا من أجل حقوق الأمهات في اختيار إرضاع أطفالهن رضاعة طبيعية ، في معرفة تامة بالمزايا الصحية لحليب الأم ، وخالٍ من الضغط والتضليل التجاريين اللذين الشركات تروج لبدائل لبن الأم. "

## المبادئ
1. حق الرضع في كل مكان في الحصول على أعلى مستوى من الصحة .
2. حق الأسر ، وخاصة النساء والأطفال ، في الحصول على ما يكفي من الطعام المغذي.
3. حق المرأة في الرضاعة الطبيعية واتخاذ خيارات مستنيرة بشأن تغذية الرضع.
4. حق المرأة في الدعم الكامل لنجاح الرضاعة الطبيعية وممارسات التغذية السليمة للرضع.
5. حق جميع الناس في الخدمات الصحية التي تلبي الاحتياجات الأساسية.
6. حق العاملين الصحيين والمستهلكين في الحصول على أنظمة رعاية صحية خالية من الضغوط التجارية.
7. حق الناس في التنظيم بالتضامن الدولي في تأمين التغييرات التي تحمي وتعزز الصحة الأساسية.

## روابط خارجية
- الموقع الرسمي
- الحق في الحصول على جائزة سبل العيش